# Philipp Karl Buttmann
Philipp Karl Buttmann (Francoforte sul Meno, 5 dicembre 1764 – Berlino, 21 giugno 1829) è stato un filologo classico tedesco.

## Biografia
Fu educato nella sua città natale e presso l'università di Gottinga, dove era uno studente di Christian Gottlob Heyne. Nel 1789 ottenne il posto presso la Biblioteca reale di Berlino, e per un certo periodo, ha redatto il giornale di Spener. Nel 1800 diviene professore presso il Joachimsthal Gymnasium di Berlino, dove ha risieduto per otto anni. Nel 1806 fu ammesso presso l'Accademia delle scienze reale prussiana come membro della sua sezione storico-filologica. Nel 1811 divenne primo bibliotecario presso la Royal Library.

## Opere
Gli scritti di Buttmann hanno dato un grande impulso allo studio scientifico della lingua greca. Il suo Griechische Grammatik (1792) fu creato in tante edizioni, e fu tradotto in inglese. Il suo Lexilogus, un prezioso studio su alcune parole difficili che si verificano principalmente nelle poesie di Omero e di Esiodo, fu pubblicato nel 1818-1825 e successivamente tradotto in inglese e pubblicato come Lexilogus: or, a critical examination of the meaning and etymology of numerous Greek works and passages intended principally for Homer and Hesiod (1861).
- Ausfuhrliche griechische Sprachlehre (2 vol., 1819–1827).
- Mythologus, collezione dei suoi saggi (1828–1829).
- Edizioni di alcuni autori classici, il più importante è Demostene In Midiam (1823).